# Jakabfölde
Jakabfölde (1899-ig Jakab-Volya, szlovákul: Jakubova Voľa) község Szlovákiában, az Eperjesi kerület Kisszebeni járásában.

## Fekvése
Eperjestől 22 km-re északnyugatra, Kisszebentől 7 km-re északnyugatra fekszik.

## Története
A falut a német jog alapján alapították, 1315-ben „Jacabfolua” néven említik először. A Berzeviczy család birtoka volt. 1427-ben 9 portája adózott. Lakói mezőgazdasággal, gabonakereskedéssel foglalkoztak. A 18. század végén fűrésztelep működött itt. 1787-ben 34 házában 22 lakos élt. A 19. században a Péchy család birtoka. 1828-ban 66 háza volt 499 lakossal.
Fényes Elek 1851-ben kiadott geográfiai szótárában így ír a faluról: „Jakabvolya, tót falu, Sáros vmegyében, a Tarcza mellett, Roskovány fiókja. 272 kath., 11 evang., 5 zsidó lak. Kastély. Jó rét. Hegyes határ. Erdő. F. u. Tahy, Dessewffy nemz.”
A trianoni diktátum előtt Sáros vármegye Kisszebeni járásához tartozott.

## Népessége
| Év:            | 1994. | 2004.   | 2014.   | 2024.   |
| -------------- | ----- | ------- | ------- | ------- |
| Emberek száma: | 407   | 394     | 420     | 397     |
| Eltérés:       |       | -3,19 % | +6,59 % | -5,47 % |

| Év:            | 2023. | 2024.   |
| -------------- | ----- | ------- |
| Emberek száma: | 393   | 397     |
| Eltérés:       |       | +1,01 % |

1910-ben 263, túlnyomórészt szlovák lakosa volt.
2001-ben 406 lakosából 405 szlovák volt.
2011-ben 416 lakosából 397 szlovák.

## Nevezetességei
Mihály arkangyal tiszteletére szentelt római katolikus temploma eredetileg késő román stílusú, a 17. században átépítették, 1808-ban megújították. Gótikus falfestményei 1470 és 1480 között készültek.